# André Bricout
André Bricout (Marcinelle, 24 juli 1918 - 19 februari 2003) was een Belgisch senator en industrieel.

## Levensloop
Bricout werd liberaal senator in 1968, in opvolging van Miserez die was overleden. Hij vervulde dit mandaat tot in 1971.